# 6e cérémonie des Oklahoma Film Critics Circle Awards
La 6e cérémonie des Oklahoma Film Critics Circle Awards, décernés par l'Oklahoma Film Critics Circle, a eu lieu le 23 décembre 2011, et a récompensé les films réalisés l'année précédente.

## Palmarès

### Top 10
1. The Artist
2. Drive
3. The Descendants
4. Hugo Cabret (Hugo)
5. Shame
6. Le Stratège (Moneyball)
7. Minuit à Paris (Midnight in Paris)
8. Melancholia
9. The Tree of Life
10. Millénium, les hommes qui n'aimaient pas les femmes (The Girl with the Dragon Tattoo)

### Catégories
- Meilleur film :
  - The Artist
- Meilleur réalisateur :
  - Michel Hazanavicius pour The Artist
- Meilleur acteur :
  - George Clooney pour le rôle de Matt King dans The Descendants
- Meilleure actrice :
  - Michelle Williams pour le rôle de Marilyn Monroe dans My Week with Marilyn
- Meilleur acteur dans un second rôle :
  - Albert Brooks pour le rôle de Bernie Rose dans Drive
- Meilleure actrice dans un second rôle :
  - Octavia Spencer pour le rôle de Minny Jackson dans La Couleur des sentiments (The Help)
- Meilleur premier film :
  - Sean Durkin – Martha Marcy May Marlene
- Meilleur scénario original :
  - The Artist – Michel Hazanavicius
- Meilleur scénario adapté :
  - Le Stratège (Moneyball) – Steven Zaillian et Aaron Sorkin
- Meilleur film en langue étrangère :
  - La piel que habito •  Espagne
- Meilleur film d'animation :
  - Les Aventures de Tintin : Le Secret de La Licorne (The Adventures of Tintin)
- Meilleur film documentaire :
  - À la une du New York Times (Page One: Inside the New York Times)
- Pire film (Obviously Worst Film) :
  - Transformers 3 (Transformers: Dark of the Moon)
- Pire film pas si évident (Not-So-Obviously Worst Film) :
  - Very Bad Trip 2 (The Hangover Part II)